# Laktionov Island
Laktionov Island (in Chile Isla Hyatt) ist eine 3 km lange Insel im Archipel der Biscoe-Inseln westlich der Antarktischen Halbinsel. Sie liegt 6 km nordöstlich des Jurva Point der Renaud-Insel.
Die Insel erscheint erstmals auf einer argentinischen Landkarte aus dem Jahr 1957. Das UK Antarctic Place-Names Committee benannte sie 1959 nach Alexander Fjodorowitsch Laktionow (1899–1965), sowjetischer Meereisforscher am Arktischen und Antarktischen Forschungsinstitut in Leningrad und Leiter der dortigen Abteilung für Ozeanographie, Eisprognosen und Flussmündungen von 1927 bis zu seinem Tod. Namensgeber der chilenischen Benennung ist vermutlich ein Teilnehmer der 1. Chilenischen Antarktisexpedition (1946–1947).